# Liste der Einträge im National Register of Historic Places im Aransas County
Die Liste der Registered Historic Places im Aransas County führt alle Bauwerke und historischen Stätten im texanischen Aransas County auf, die in das National Register of Historic Places aufgenommen wurden.

## Aktuelle Einträge
| Lfd. Nr. | Name im NRHP               | Bild | Datum der Eintragung | Adresse/Lage                       | Ort          | NRHP-ID  | Beschreibung                                                                                    |
| -------- | -------------------------- | ---- | -------------------- | ---------------------------------- | ------------ | -------- | ----------------------------------------------------------------------------------------------- |
| 1        | Aransas Pass Light Station |      | 3. Aug. 1977         | N of Port Aransas on Harbor Island | Port Aransas | 77001423 |                                                                                                 |
| 2        | George W. Fulton Mansion   |      | 24. Apr. 1975        | Fulton Beach Rd.                   | Fulton       | 75001945 | Erbaut 1872 bis 1875 für George Ware Fulton.                                                    |
| 3        | Gibbs-Flournoy House       |      | 22. Dez. 1988        | TX 844                             | Manning      | 88002804 | Leuchtturm, erbaut 1857                                                                         |
| 4        | Hoopes-Smith House         |      | 19. Aug. 1994        | 417 N. Broadway                    | Rockport     | 94001016 | Erbaut zwischen 1890 und 1892 für James M. Hoopes. Heute ein kleines Hotel mit Bed & Breakfast. |
| 5        | Kent-Crane Shell Midden    |      | 21. Juni 1984        | Address Restricted                 | Fulton       | 84001565 |                                                                                                 |
| 6        | T. H. Mathis House         |      | 21. Juni 1971        | 612 Church St.                     | Rockport     | 71000918 |                                                                                                 |